# Vesa Pulliainen
Vesa Tauno Tapio Pulliainen (ur. 8 maja 1957 w Mikkeli, zm. 21 lutego 2010 tamże) – fiński piłkarz występujący na pozycji pomocnika.

## Kariera klubowa
Pulliainen karierę rozpoczynał w sezonie 1973 w pierwszoligowym zespole MiPK. W sezonie 1977 spadł z nim do drugiej ligi. W 1979 roku został graczem pierwszoligowego TPS. Występował tam przez cztery sezony, a potem odszedł do trzecioligowego TuTo, gdzie również spędził cztery sezony. W 1986 roku zakończył karierę.

## Kariera reprezentacyjna
W reprezentacji Finlandii Pulliainen zadebiutował 25 czerwca 1980 w zremisowanym 1:1 towarzyskim meczu z Islandią. W 1980 roku został powołany do kadry na Letnie Igrzyska Olimpijskie, zakończone przez Finlandię na fazie grupowej. W drużynie narodowej rozegrał 3 spotkania, wszystkie w 1980 roku.